# Dolchgriff K 3475
Der Dolchgriff K 3475 ist der aus Elfenbein gefertigte Griff eines Prunkdolches aus der prädynastischen Periode (Naqada IId, um 3200 v. Chr.) der ägyptischen Geschichte. Er wurde Ende der 1990er Jahre auf dem Friedhof U in Umm el-Qaab bei Abydos gefunden.

## Fundumstände
Das Fragment dieses Dolchgriffs wurde in der oberen Füllung des Grabes U-181 am Westrand des Friedhofs gefunden. Ob es tatsächlich von dort stammt oder bei früheren Grabungen aus einem angrenzenden Grab hierher verlagert wurde, lässt sich nicht mit Sicherheit entscheiden, da das Grab U-181 stark gestört ist. Zusammen mit dem Dolchfragment wurden weitere Elfenbeinbruchstücke und die elfenbeinerne Figur eines Knaben mit Zopf gefunden. Bei allen benachbarten Gräbern (U-170, 171, 173, 179, 180, 180a, 182 und 182a) handelt es sich um Frauen- und Kinderbestattungen. Auch Grab U-181 gehörte einer Frau, die hier zusammen mit ihrem Kind bestattet wurde.

## Beschreibung
Von dem ursprünglichen Dolchgriff ist nur ein kleines Fragment von einer Ecke des Knaufs erhalten. Es ist 2,47 cm lang, 0,41 cm breit und hat einen Durchmesser von 0,72 cm. Die Vorderseite ist flach, die Rückseite leicht gewölbt und etwas länger als die Vorderseite. Beide Seiten und der Rand weisen Verzierungen auf. Wegen der geringen Größe des erhaltenen Fragments sind genauere Aussagen zum einstigen Gesamtdekor nur sehr eingeschränkt möglich.
Auf der flachen Vorderseite hat sich etwas mehr vom Bildfeld erhalten als auf der Rückseite. Hier ist eine nach rechts blickende menschliche Figur abgebildet, die langes Haar trägt und in einen Mantel gekleidet ist, der eventuell noch einen Gürtel besitzt. Der Kopf der Person ist sehr sorgsam ausgearbeitet. Die Frisur besteht aus mehreren glatt herabhängenden Strähnen. Vom Gesicht haben sich noch ein Auge und der Mund erhalten, ein Bart ist nicht erkennbar. Die Figur hält den rechten Arm angewinkelt nach vorn. Der Handbereich ist allerdings nicht erhalten, sodass unklar ist, ob sie etwas hält oder darbietet. Der Beinbereich ist stark verwittert, es ist jedoch noch ein Bein zu erkennen, womit klar ist, dass die Person stehend dargestellt ist.
Auf der Rückseite bietet sich ein ähnliches Bild. Auch hier ist eine, diesmal nach links gewandte Person dargestellt, die ebenfalls lange Haare und einen gegürteten Mantel trägt. Gesicht, Arme und Beine sind hier nicht erhalten, aus der Körperhaltung lässt sich allerdings schließen, dass sie eventuell sitzend dargestellt ist. Über und unter der Figur befinden sich Reste weiterer Abbildungen, die sich wegen ihrer zu geringen Erhaltungsgröße einer genaueren Deutung entziehen. Über die Abbildung unterhalb der Person kann gar keine Aussage getroffen werden. Bei der Abbildung oberhalb könnte es sich um ein Hinterbein eines Huftieres handeln, aber dies bleibt letztlich Spekulation.
Die Darstellungen auf Vorder- und Rückseite stehen den Fragmenten des Messergriffs K 1103 aus Grab U-127 sehr nahe. Auch hier sind Menschen mit Mänteln und langen Haaren dargestellt, bei denen es sich einerseits um gefesselte Gefangene und andererseits um Gabenbringer handelt. Auch die Vermutung, dass auf der Rückseite des Fragments ein Huftier dargestellt gewesen sein könnte, wird durch Abbildungen von Tieren auf den Fragmenten des Messers K 1103 gestützt.
Ein bislang bei keinem anderen verzierten Dolch- oder Messergriff belegtes Motiv befindet sich auf dem Rand des Fragments K 3475. Hier sind übereinander drei identisch ausgeführte, stark stilisierte Rinderköpfe in Vorderansicht ausgeführt. Die Köpfe haben die Form von nach oben verjüngten Trapezen. Aus ihnen entwachsen seitlich ein Ohren- und Hörnerpaar. Gesichtszüge sind nicht ausgearbeitet. Offensichtlich handelt es sich um eine Darstellung der kuhköpfigen Göttin Bat. Die Darstellung ist Teil eines Frieses, der sich ursprünglich um den gesamten Knauf, eventuell sogar um den kompletten Griffrand zog. Das Motiv hatte wohl eine Chaos abwehrende Funktion für die auf Vorder- und Rückseite abgebildeten Personen, sollte wohl aber auch die Besitzerin des Dolches schützen. Die gleiche Vorstellung scheint der späteren Darstellung des Narmer auf seiner berühmten Prunkpalette innezuwohnen, auf welcher dieser einen Gürtel mit Bat-Köpfen am Schurz trägt.